# Alvados
Alvados ist ein Ort und eine ehemalige Gemeinde (Freguesia) im portugiesischen Kreis Porto de Mós. Die Gemeinde hatte 486 Einwohner (Stand 30. Juni 2011).
Am 29. September 2013 wurden die Gemeinden Alvados und Alcaria zur neuen Gemeinde União das Freguesias de Alvados e Alcaria zusammengeschlossen. Alvados ist Sitz dieser neu gebildeten Gemeinde.